# Pravčická brána
La Pravčická brána, en allemand Prebischtor (mot à mot : La porte de Pravčice) est une étroite formation rocheuse située en Suisse tchèque, en République tchèque. D'une ouverture de 26,5 mètres, d'une hauteur intérieure de 16 mètres, d'une largeur intérieure de 8 mètres et de 3 mètres de voûte, c'est la plus grande arche de grès naturel en Europe, et l'un des plus impressionnants monuments naturels dans les montagnes gréseuses de l'Elbe.
Elle est située à environ 3 km au nord-est du village de Hřensko dans le district de Děčín.
Le site est exclusivement accessible à pied (pas de voiture) depuis Hřensko, par le chemin balisé en rouge.

## Histoire
En 1826, une auberge a été construite aux abords. En 1881, le prince Edmond de Clary-Aldringen y construit également un hôtel de cinquante lits, le Falkennest, aujourd'hui en tchèque "Sokolí hnízdo" (en français : Le nid du faucon).
En raison d'une importante érosion, l'arche est préservée depuis 1982, il n'est plus possible de l'escalader et de grimper au sommet. Le site est une propriété privée. Les visites sont soumises à un droit d'entrée et à des heures d'ouverture.
La route de montagne d'Eisenach à Budapest passe près de la Pravčická brána.

## Géographie
Les gorges de la Kamenice sont également un site incomparable de canyons vertigineux et étroits, accessible depuis le village.

## Film
Plusieurs scènes du film Le Monde de Narnia : Le Lion, la Sorcière blanche et l'Armoire ont été tournées ici.

## Galerie

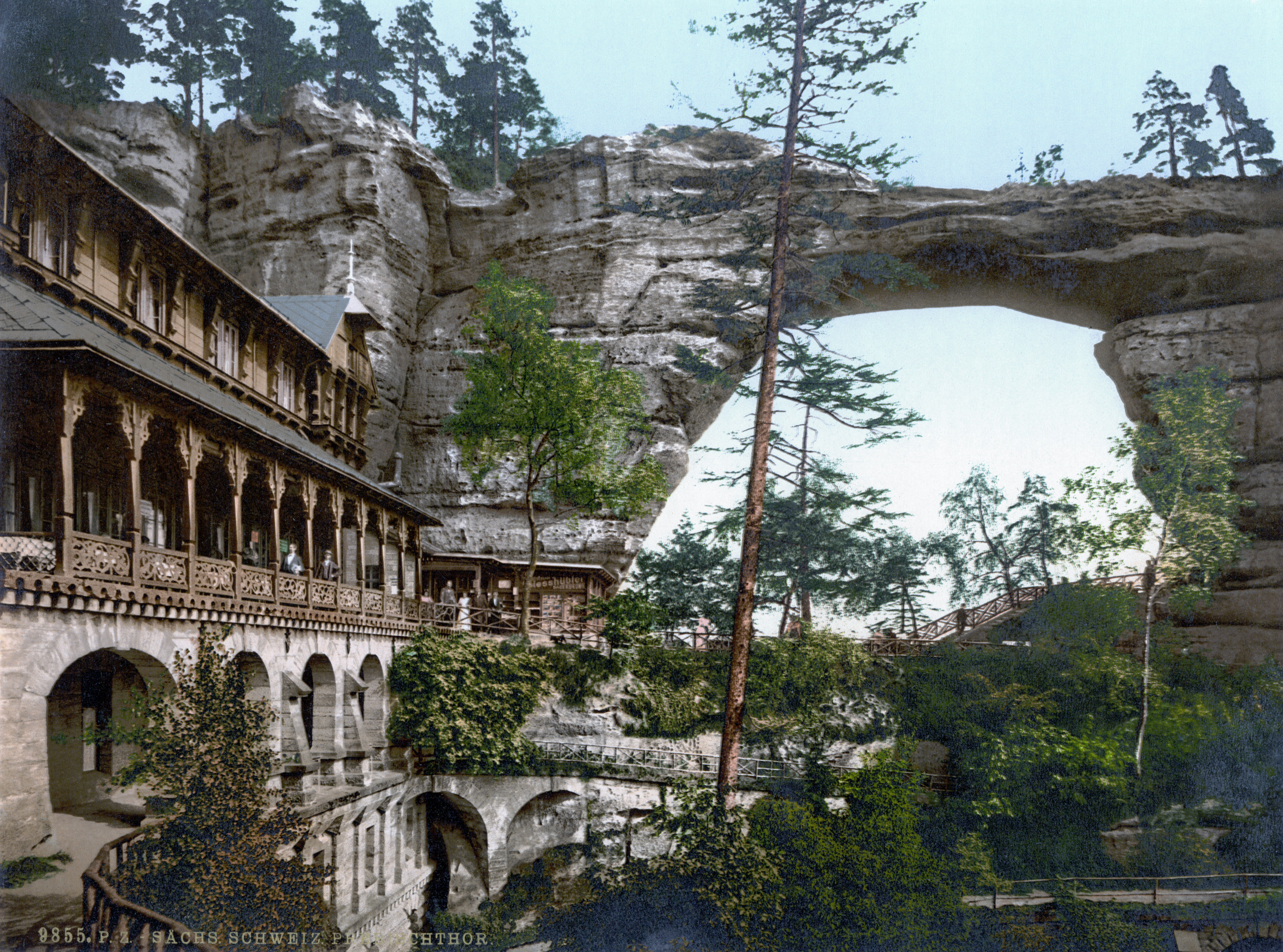
Pravčická brána vers 1900
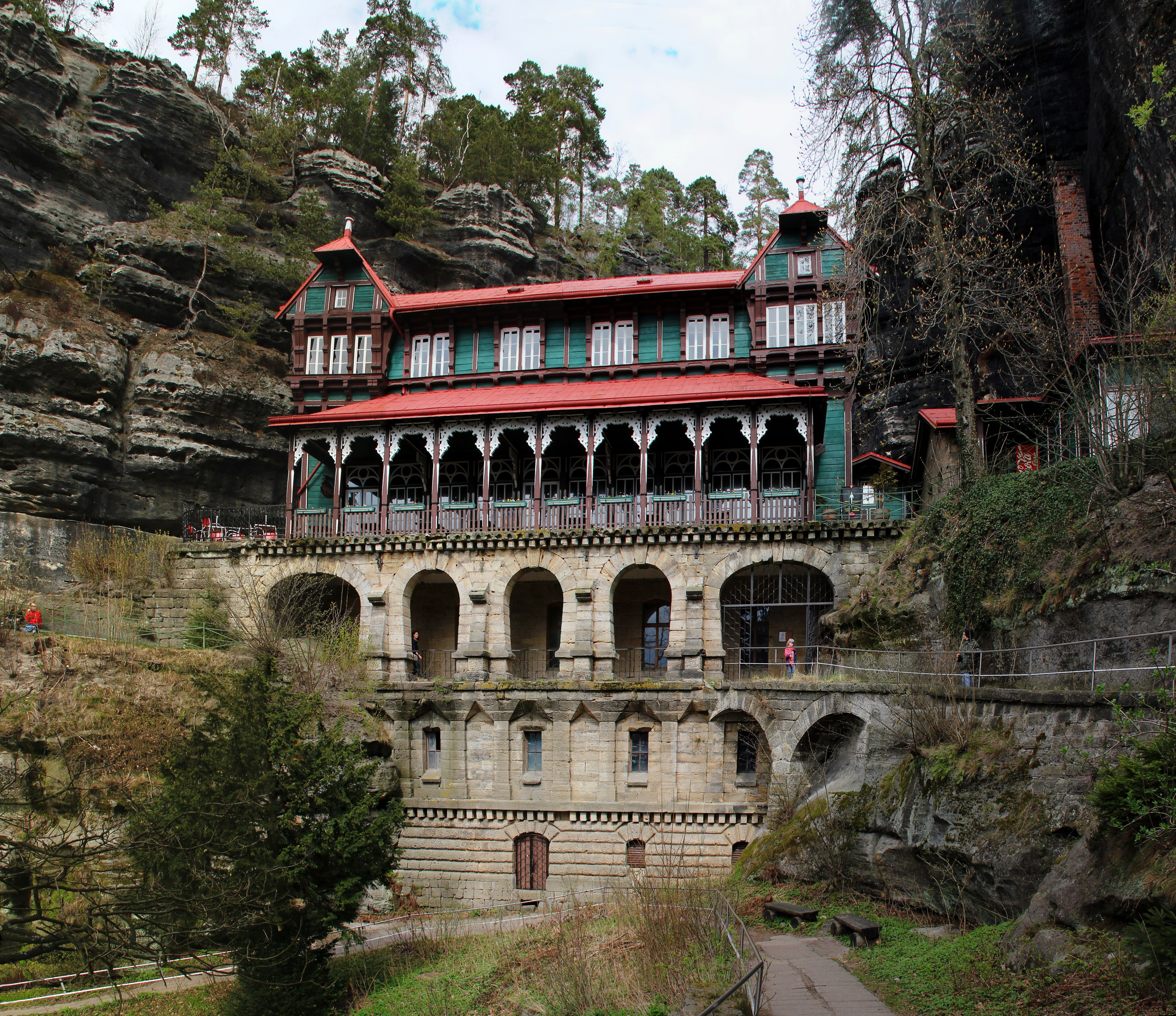
Restaurant Le nid de Faucon
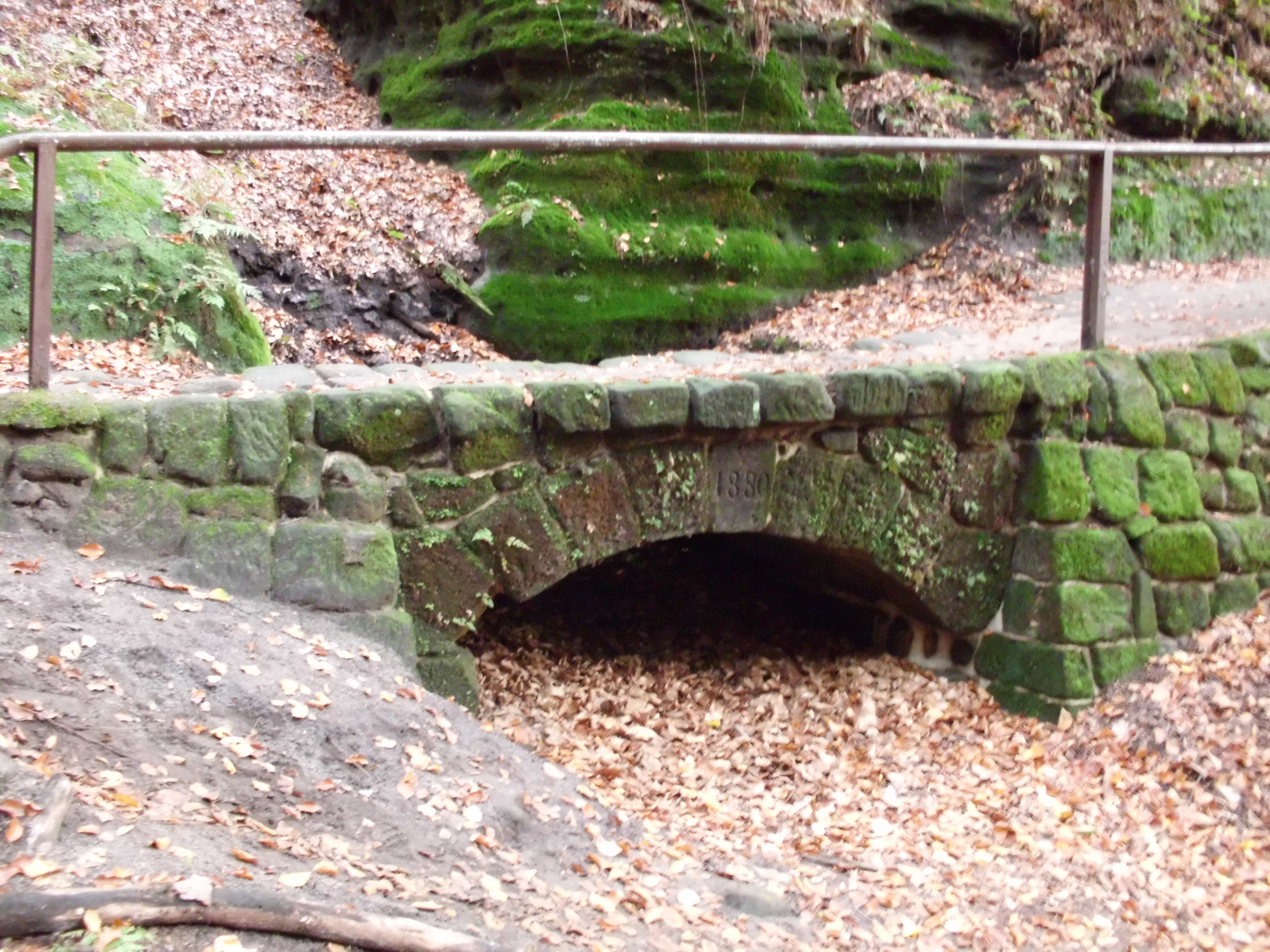
Petit pont vers la Pravčická brána en 1880
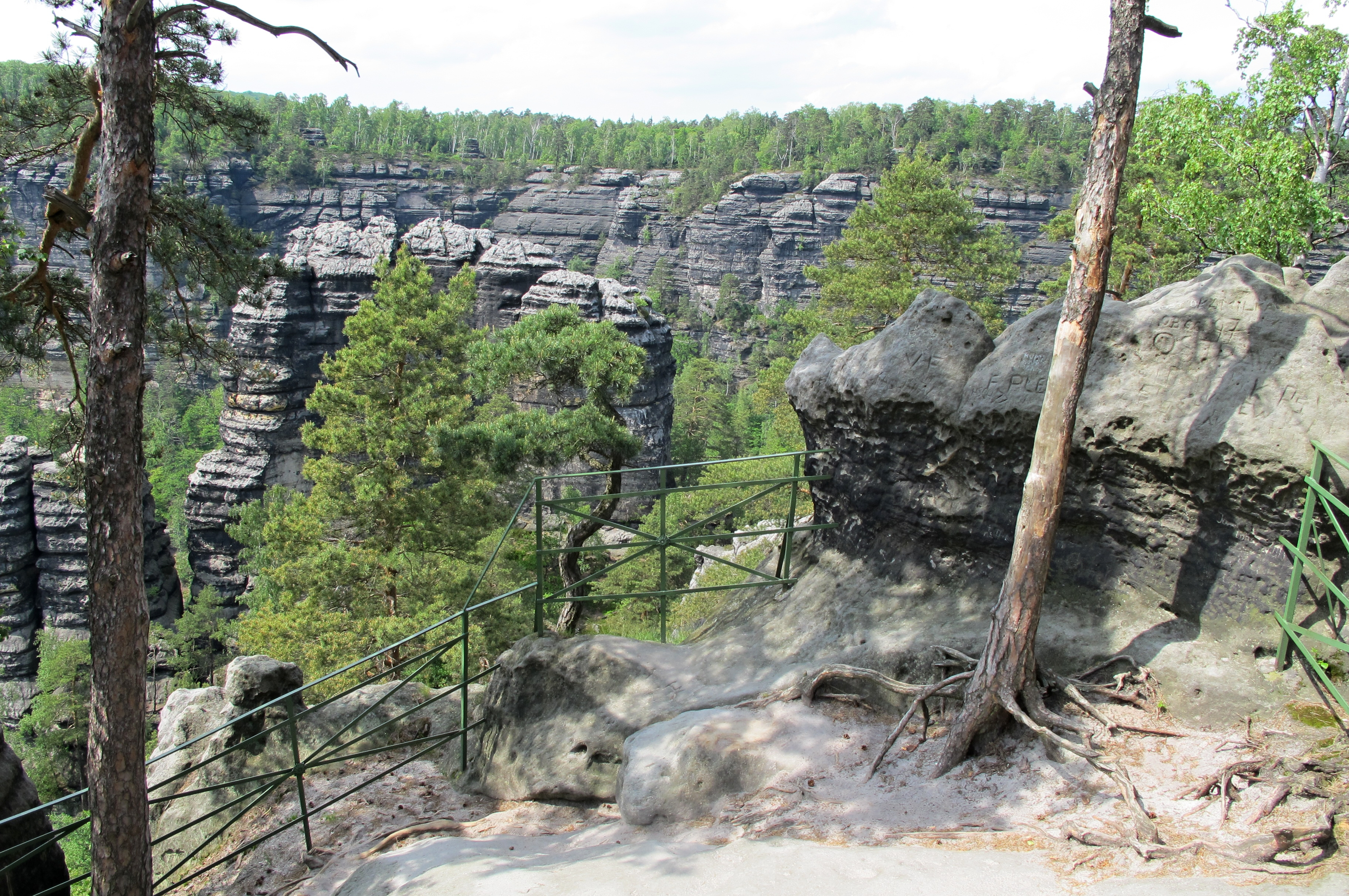
Mur de grès
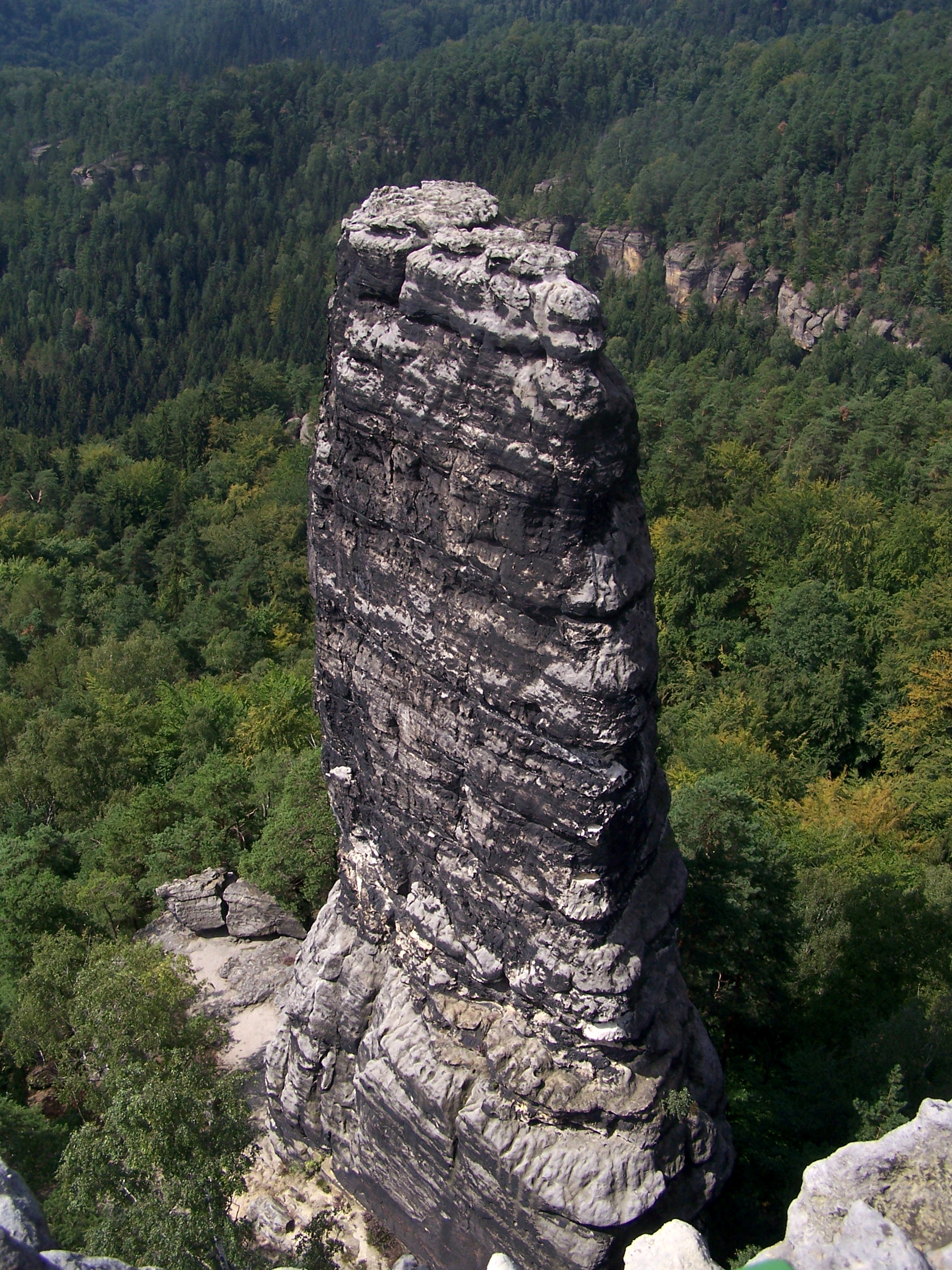
Cône
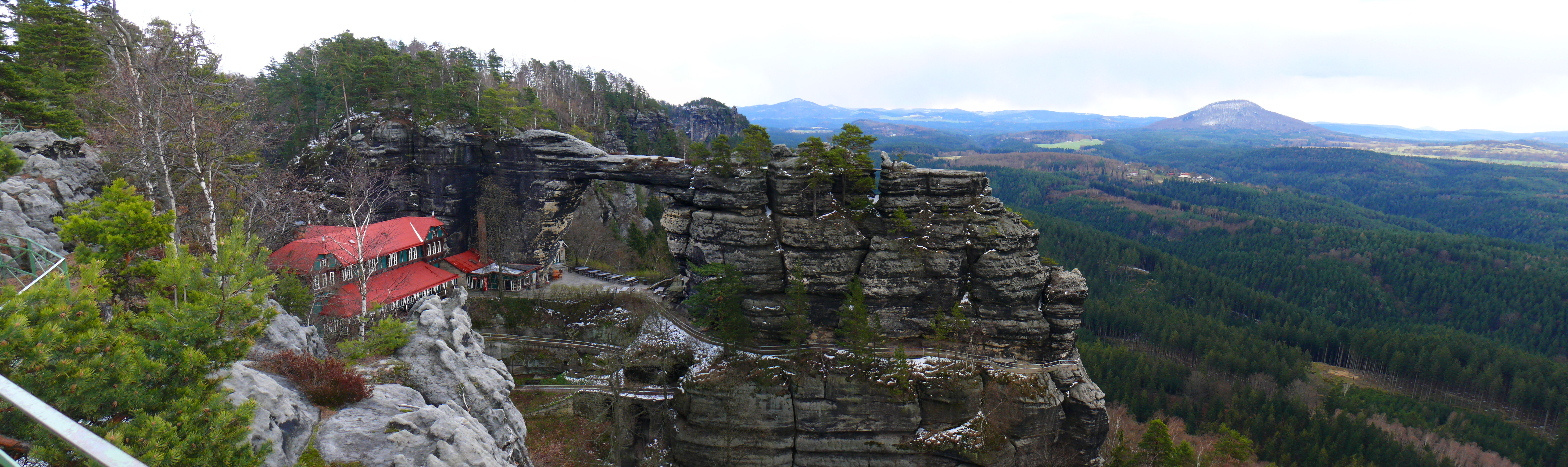
Panorama autour de la Pravčická brána
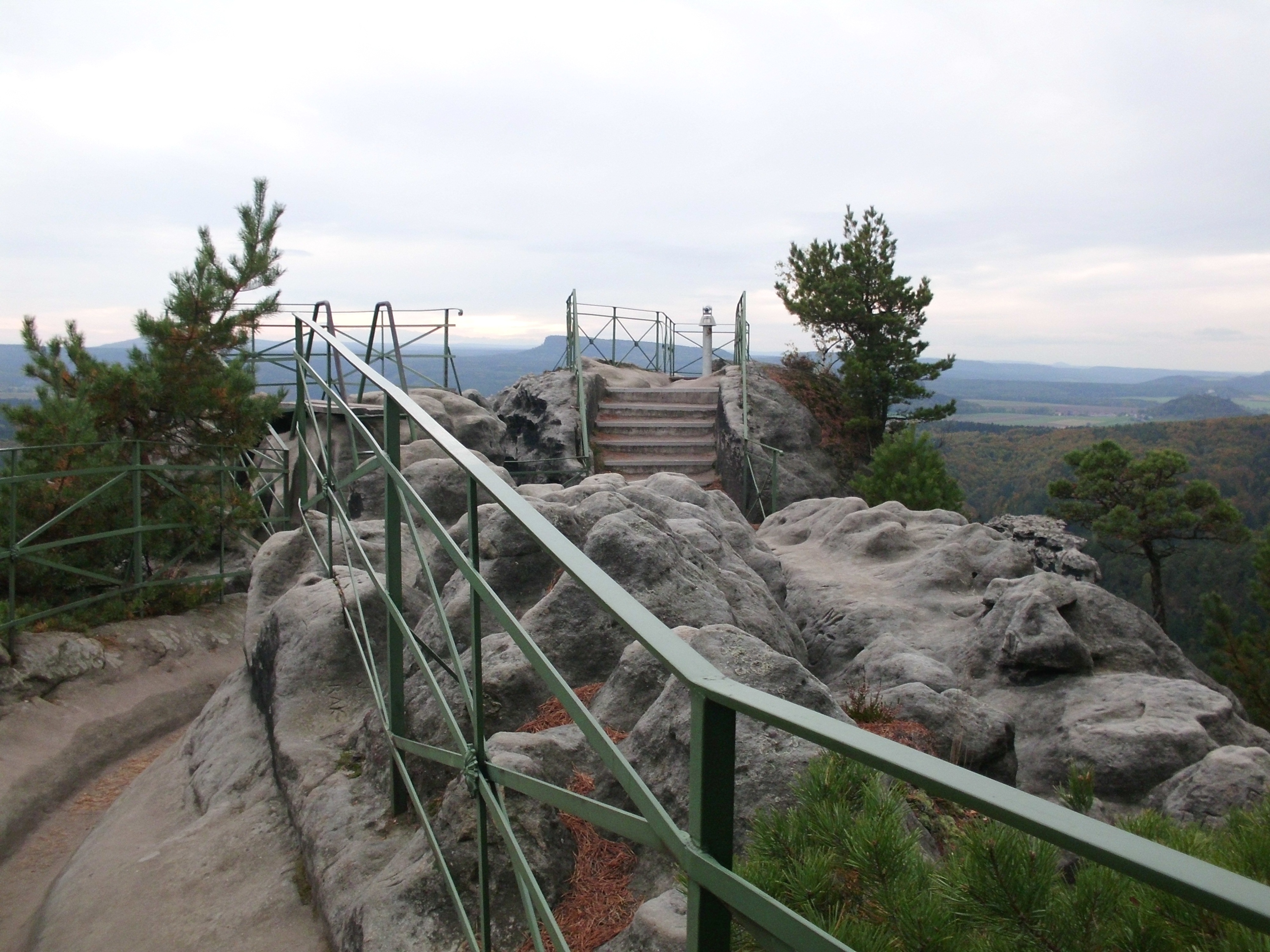
Perspective autour de la Pravčická brána
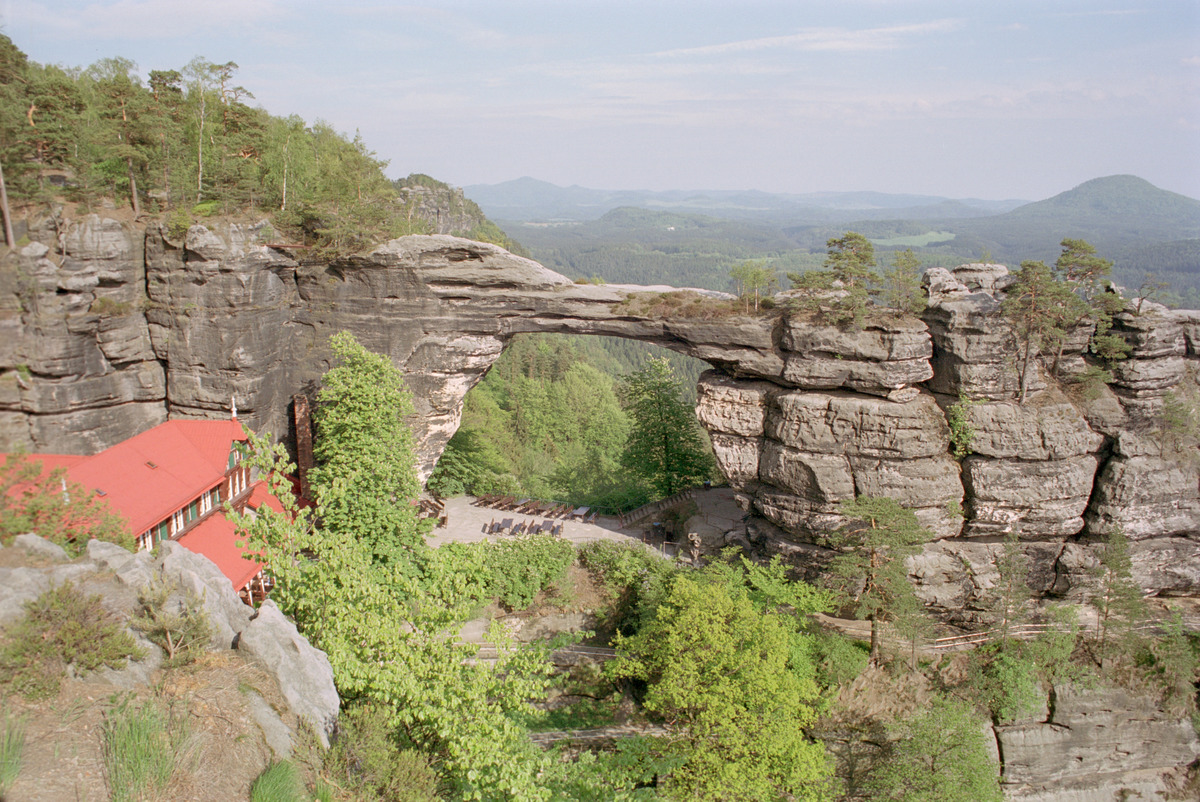
Pravčická brána